# Oskar Negt
Oskar Reinhard Negt (Kapkeim, 1 de agosto de 1934 – Hanôver, 2 de fevereiro de 2024) foi um filósofo e sociólogo alemão.

## Vida e obra
Nasceu em 1934 na cidade de Kapkeim, situada na Prússia oriental, próxima de Königsberg. Estudou direito e filosofia em Göttingen. Concluiu seus estudos de sociologia em Frankfurt am Main, onde doutourou-se sob a orientação de Theodor Adorno com um trabalho sobre a oposição entre método dialético e método positivista nas obras de Georg Friedrich Hegel e Auguste Comte. Atuou em seguida como assistente de Jürgen Habermas, mas se opos à esfera pública burguesa defendida por Habermas, propondo um retorno às fontes da teoria crítica na procura de um espaço público de oposição. Em 1970, foi nomeado para a cátedra de sociologia na Universidade de Hannover, onde dirigiu o Institut für Soziologie até sua aposentadoria em 2003.
Seu pensamento nutre-se de experiências práticas diversas e significativas. Na cidade de Hannover, ficou conhecido principalmente como co-fundador da "Glockseeschule", uma das poucas escolas alternativas que surgiram na Alemanha Ocidental. Permanecendo politicamente próximo dos sindicatos, fundou o departamento de formação operária da IG Metall. Orientou diversas pesquisas sobre culturas populares, o sistema educacional, a ação coletiva e a transformação das tradições políticas.
Oskar Negt foi um dos porta-vozes da chamada "geração 68" e um dos líderes teóricos do SDS (Sozialistischen Deutscher Studentenbund). De 1962 a 1970, foi assistente de Jürgen Habermas nas Universidades de Heidelberg e de Frankfurt. Na coletânea por ele editada "A esquerda responde a Habermas" (Die Linke antwortet Habermas, 1968) Negt - junto com Wolfgang Abendroth e outros militantes do SDS - atacou Habermas por este ter se oposto à revolta dos estudantes, tachando-a de "fascismo de esquerda", ataque pelo qual mais tarde Negt teve que se desculpar publicamente.
No início dos anos 1960, Oskar Negt esteve estreitamente vinculado aos sindicatos. Para o trabalho de formação que exercia nos sindicatos, escreveu Imaginação sociológica e ensino exemplar. Para a teoria da educação operária (1964), um de seus escritos mais influentes. Durante o debate sindical em torno da semana de 35 horas nos anos 1980, publicou o escrito Trabalho vivo, tempo morto. Dimensões políticas e culturais da luta em torno do tempo de trabalho *1984), que enxerga um potencial utópico no ultrapassamento do limite das 8 horas/dia e 40 horas/semana.
Escreveu diversos estudos em colaboração com o escritor Alexander Kluge.
Negt morreu em 2 de fevereiro de 2024, aos 89 anos, em Hanôver.

## Sindicatos para quê?

### Wozu noch Gewerkschaften?
Em seus livros mais recentes, Oskar Negt ocupou-se com a questão do trabalho na globalização. No seu livro crítico dos sindicatos "Sindicatos para quê?" descreve os novos desafios do sindicalismo em nossas sociedades modernas.  O engajamento político não segue mais o tipo tradicional de organização e os tempos em que os sindicatos "arrendavam a perspectiva para o futuro e o monopólio do progresso terminaram". Negt vê que, de uma maneira geral, os sindicatos não se preocupam com o âmbito extra-profissional. Aqui o mandato cultural deveria ser ampliado. Para Negt, a ação dos sindicatos não deveria limitar-se à luta por interesses econômicos, mas estender-se também ao terreno da cultura, visando o uso que deve ser dado ao tempo livre. Negt acrescenta ainda que a limitação dos sindicatos a seu papel tradicional conduzirá ao fracasso. Nos dias atuais, em que os fluxos de capital se aceleram e se flexibilizam, graças às possibilidades oferecidas pela tecnologia, o capital não admite mais entrar em conflito direto com as organizações. Ele se esquiva do confronto e emigra para outro lugar. Por isso, num tempo em que os sindicatos fazem cada vez mais concessôes, devemos sempre nos lembrar que: "[...] Estado social e democracia formam uma unidade indissociável. Quem danifica o núcleo do Estado social, corta pela raiz a democracia". Neste livro, Negt considera o homem como um todo, não se limita aos problemas internos à profissão, mas penetra nos problemas também fora da vida de trabalho. Poluição ambiental e moléstias causadas pelo excesso de barulho, para tomar apenas dois temas, são problemas que surgem com o modo de produção capitalista.

### Trabalho e dignidade humana
O homme é dirigido e governado pela exonomia. Segundo Negt, é tarefa dos sindicatos levar a sério esse "mandato cultural". Os sindicatos, que através de sua organização, de seus membros, seus recursos políticos, possuem uma ideologia humanista e progressiva, são também em sua prórpria tradição obrigados a atuar no fronte extra-profissional. Em um de seus vários livros, "Trabalho e dignidade humana", Negt indica que os efeitos factícios provocados pelo predomínio do desemprego são um ato de violência, que despoja de dignidade milhões de pessoas e isso apesar dos estados industriais serem hoje mais ricos do que nunca. Este livro traduz para os dias atuais as idéias e concepções de Negt. Negt não ataca o sistema complexo em nome do impossível. Suas idéias ancoram-se nas relações atuais de poder em nossas sociedades. Negt refere-se a duas economias. A primeira segue as leis do mercado. A segunda economia, que não deve funcionar consorme as regras do mercado, cinge-se ao bem comum da sociedade. Negt não quer a supressão das relações de propriedade, ele adota, em vez disso, uma posição social-democrata de esquerda, que fixa limites ao capital.

### Esfera pública e experiência
Numa das mais importantes contribuições que ele escreveu junto com Alexander Kluge chama-se "Esfera pública e experiência: Para a análise da organização da esfera pública burguesa e proletária".

## Educação
Negt vê, assim como Wright Mills, a imaginação sociológica acoplada ao trabalho de educação orientado para a experiência. O sucesso de um acoplamento como esse consiste em "esclarecer os conflitos fundamentais, frequentemente reprimidos ou desviados, do indivíduo como contradição estrutural da sociedade e distingui-los dos meros sintomas dos mesmos conflitos".
Negt defende qualificações sociais fundamentais, um desenvolvimento nas dimensões da vida.

## Citações
O sindicato deve ampliar seu mandato político. Isso não significa que ele deva tornar-se um sucedâneo de partido, mas que ele deve se tornar consciente de sua missão histórica para a o desenvolvimento social como um todo. Os sindicatos não existem apenas para o mundo do trabalho vivo, mas também para a vontade criativa na sociedade."

## Obras (seleção)

### Livros
- Strukturbeziehungen zwischen den Gesellschaftslehren Comtes und Hegels. (Relações estruturais entre as doutrinas sociais de Comte e de Hegel) Frankfurt am Main 1964.
- Soziologische Phantasie und exemplarisches Lernen. Zur Theorie der Arbeiterbildung.(Imaginação sociológica e ensino exemplar. Para a teoria da educação operária) Frankfurt am Main 1968.
- (Ed.): Die Linke antwortet Jürgen Habermas (A esquerda responde a Jürgen Habermas). Frankfurt am Main 1968.
- Politik als Protest. Reden und Aufsätze zur antiautoritären Bewegung. (Política como protesto. Discursos e artigos para o movimento anti-autoritário) Frankfurt am Main 1971.
- (Com Alexander Kluge): Öffentlichkeit und Erfahrung. Zur Organisationsanalyse von bürgerlicher und proletarischer Öffentlichkeit. (Esfera pública e experiência. Para a análise da organização da esfera pública burguesa e proletária)Frankfurt am Main 1972.
- Keine Demokratie ohne Sozialismus. Über den Zusammenhang von Politik, Geschichte und Moral.(Sem socialismo, não há democracia. Sobre a conexão entre política, história e moral) Frankfurt am Main 1976.
- (Com Alexander Kluge): Geschichte und Eigensinn. Geschichtliche Organisation der Arbeitsvermögen -- Deutschland als Produktionsöffentlichkeit -- Gewalt des Zusammenhangs. (História e sentido. Organização histórica da força de trabalho). Frankfurt am Main 1981.
- Lebendige Arbeit, enteignete Zeit. Politische und kulturelle Dimensionen des Kampfes um die Arbeitszeit. (Trabalho vivo, tempo morto. Dimensões políticas e culturais da luta em torno do tempo de trabalho) Frankfurt am Main/New York 1984.
- Modernisierung im Zeichen des Drachen. China und der europäische Mythos der Moderne. Reisetagebuch und Gedankenexperimente. (Modernização sob o signo do dragão. A China ee o mito europeu da modernidade. Diário de viagem e pensamento). Frankfurt am Main 1988.
- Die Herausforderung der Gewerkschaften. Plädoyers für die Erweiterung ihres politischen und kulturellen Mandats. (O desafio dos sindicatos. Pela ampliação de seu mandato político e cultural) Frankfurt am Main/New York 1989.
  - Kältestrom. (Corrente gelada)Göttingen 1994, ISBN 3-88243-358-2
- Unbotmäßige Zeitgenossen. Annäherungen und Erinnerungen (Contemporâneos insubordinados. Aproximações e recordações), Frankfurt am Main 1994.
- Achtundsechzig. Politische Intellektuelle und die Macht (1968: Intelectuais e poder), Göttingen 1995.
- Kindheit und Schule in einer Welt der Umbrüche. (Infância e escola num mundo em ebulição) Göttingen 1997.
- (com Hans Werner Dannowski): Königsberg - Kaliningrad. Reise in die Stadt Kants und Hamanns (Königsberg, Kaliningrado. Viagem à cidade de Kant de de Haman), Göttingen 1998.
- Warum SPD? 7 Argumente für einen nachhaltigen Macht- und Politikwechsel (Por quê SPD? 7 argumentos para um intercâmbio político duradouro), Göttingen 1998.
- (com Alexander Kluge): Der unterschätzte Mensch. (O homem subestimado)Frankfurt am Main 2001.
- [[Arbeit und menschliche (Trabalho e dignidade humana), Göttingen 2001 ISBN 3-88243-786-3
- Kant und Marx. Ein Epochengespräch (Kant e Marx. Um diálogo de época), Göttingen 2003.
- Wozu noch Gewerkschaften? Eine Streitschrift (Sindicatos para quê? Uma polêmica), Steidl Verlag, 2004, ISBN 3-86521-165-8[3]

### Artigos em periódicos
- Menschenwürde und Arbeit. In: Betrifft JUSTIZ Nr. 85, 2006. (PDF-Datei; 486 kB)
- Gewerkschaften - wohin?, in: HLZ (Mitgliederzeitschrift der GEW Hessen) vom 9. Oktober 2007.
- Demokratie als Lebensform. Mein Achtundsechzig., Aus Politik und Zeitgeschichte, 31. März 2008

### Artigos em jornais
- Ironie der Geschichte oder: Der Kaiser ist nackt. Über alte und neue Kleider, den Kapitalismus, die Globalisierung und die Notwendigkeit der Solidarität. In: Frankfurter Rundschau, 4. Juli 1998.
- Die Aufdringlichkeit der Sinne. Vom machtgeschützten Verlust der gesellschaftlichen Sehkraft. In: Frankfurter Rundschau, 28. Juni 2000.
- Der gute Bürger ist derjenige, der Mut und Eigensinn bewahrt. Reflexionen über das Verhältnis von Demokratie, Bildung und Tugenden. In: Frankfurter Rundschau, 16. September 2002.

### Entrevistas
- Bildung: «Unwissen marginalisiert». Gespräch mit Urs Hafner. In: Die Wochenzeitung, 8. Januar 2004.
- "Die Gewerkschaft braucht eine Idee". Gespräch mit Robert Misik. In: taz, 24. Mai 2006.
- „Demokratie muss gelernt werden“. Gespräch mit Helga Haas-Rietschel. In: Erziehung und Wissenschaft 7-8/2008, S. 12.
- Der Maulwurf kennt kein System. Interview mit Oskar Negt (PDF-Datei; 192 kB)